# Accused (serie televisiva 2010)
Accused è una serie televisiva britannica ideata da Jimmy McGovern. 
La messa in onda della serie è iniziata su BBC One il 15 novembre 2010 con la prima stagione, composta da sei episodi, che si è conclusa il 20 dicembre seguente. La seconda stagione è invece andata in onda dal 14 agosto 2012 al 4 settembre dello stesso anno ed è costituita da quattro episodi.